# Storvretens vattentorn

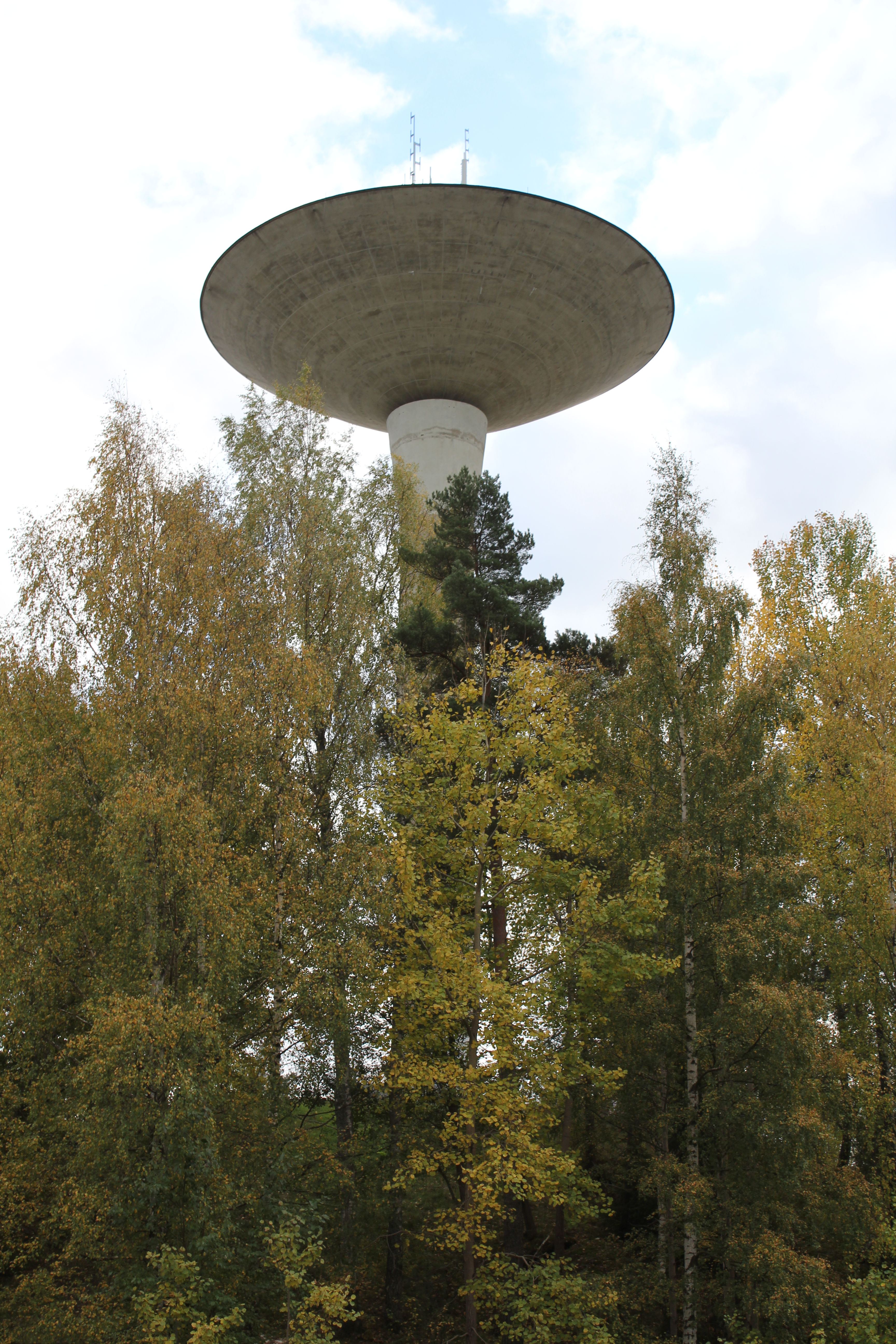
Storvretens vattentorn

Storvretens vattentorn är ett vattentorn i Botkyrka kommun, beläget i Storvreten i Tumba. 

## Beskrivning
Tornet är gjutet av hårdbetong med en central pelare. Det är 43 meter högt och rymmer 800 kubikmeter vatten. Det stod klart 1966. Projektör var Orrje & Co och 
entreprenör var Karlsson & Wingesjö.